# Miss Alabama
Miss Alabama es el concurso que selecciona a la representante del estado de Alabama en la competencia anual Miss America.
Alabama ha ganado tres veces Miss America: Deidre Downs en 2005, Heather Whitestone (la primera mujer sorda en ganar la corona de Miss America) en 1995 y Yolande Betbeze en 1951. Betbeze también es conocida como la concursante que se negó a posar en traje de baño, lo que provocó que la patrocinadora de trajes de baño Catalina Swimwear se retirara y finalmente comenzara el concurso de Miss USA.

## Resumen de resultados
El siguiente es un resumen visual de los resultados anteriores de las campeonas de Miss Alabama en las competencias/certámenes nacionales de Miss America. El año entre paréntesis indica el año de la competencia nacional durante el cual se obtuvo una clasificación y/o premio, no el año adjunto al título estatal del concursante.

### Clasificaciones
- Ganadoras de Miss America: Yolande Betbeze (1951), Heather Whitestone (1995), Deidre Downs (2005)
- Primeras finalistas: Teresa Cheatham (1979), Paige Phillips (1981), Scarlotte Deupree (2003), Lauren Bradford (2022)
- Segundas finalistas: Frances Dorn (1945), Martha Ann Ingram (1948), Anne Stuart Ariail (1957), Pam Battles (1984), Alexa Jones (2006)
- Terceras finalistas: Peggy Elder (1947), Gwen Harmon (1953), Virginia McDavid (1954), Yolanda Fernandez (1983), Alison McCreary (1997)
- Cuartas finalistas: Gloria Levinge (1936), Betty Jane Rase (1944), Angela Tower (1986), Jenny Jackson (1989), Melinda Toole (2007), Meg McGuffin (2016)
- Top 7: Jessica Procter (2018), Tiara Pennington (2020)
- Top 10: Marie Duncan (1942), Jeanne Moody (1952), Marilyn Tate (1955), Patricia Huddleston (1956), Lee Thornberry (1959), Teresa Rinaldi (1961), Delores Hodgens (1962), Judy Short (1964), Vickie Powers (1965), Linda Folsom (1966), Angie Grooms (1967), Dellynne Catching (1969), Angela Callahan (1987), Kalyn Chapman (1994), Leigh Sherer (1996), Julie Smith (2000), Jana Sanderson (2001), Caitlin Brunell (2015), Callie Walker (2019)
- Top 12: Anna Laura Bryan (2013)
- Top 13: Courtney Porter (2012)
- Top 15: Tommy Marie Peck (1936), Mildred Oxford (1938), Florine Holt (1939), Virginia McGraw (1941), Catherine Crosby (2004), Amanda Tapley (2009)

### Premios

#### Premios preliminares
- Preliminary Lifestyle and Fitness: Marie Duncan (1942), Betty Jane Rase (1944), Peggy Elder (1947), Yolande Betbeze (1951), Gwen Harmon (1953), Judy Short (1964), Dellynne Catching (1969), Teresa Cheatham (1979), Angela Tower (1986), Heather Whitestone (1995), Ashley Davis (2011)
- Preliminary Talent: Gloria Levinge (1936), Virginia McGraw (1941), Betty Jane Rase (1944), Frances Dorn (1945), Emma Dale Nunnally (1946), Jeanne Moody (1952), Patricia Huddleston (1956), Anne Stuart Ariail (1957), Lee Thornberry (1959), Teresa Rinaldi (1961), Judy Short (1964), Vickie Powers (1965), Linda Folsom (1966), Suzanne Dennie (1971), Teresa Cheatham (1979), Paige Phillips (1981), Heather Whitestone (1995)

#### Premios a no finalistas
- Non-finalist Talent: Anna Stange (1958), Betty Lindstrom (1960), Patricia Bonner (1963), Kathy Pickett (1980), Tammy Little (1985), Chandler Champion (2014)
- Non-finalist Interview: Resha Riggins (1991)

#### Otros premios
- Miss Simpatía: Toula Hagestratou (1943), Melinda Toole (2007)
- Premio Children's Miracle Network (CMN) Miracle Maker: Hayley Barber (2017)
- Segundas finalistas del Premio CMN Miracle Maker: Jamie Langley (2008), Callie Walker (2019)
- Ganadora de la Iniciativa de Impacto Social de Jean Bartel: Lauren Bradford (2022)
- Finalista de la Iniciativa de Impacto Social de Jean Bartel: Lindsay Fincher (2023)
- Ganadoras del Premio Quality of Life: Kim Wimmer (1993), Alison McCreary (1997), Catherine Crosby (2004), Deidre Downs (2005), Anna Laura Bryan (2013), Caitlin Brunell (2015), Hayley Barber (2017), Jessica Procter (2018)
- Primeras finalistas del Premio Quality of Life: Heather Whitestone (1995), Scarlotte Deupree (2000) Scarlotte Deupree (2003)
- Segundas finalistas del Premio Quality of Life: Julie Smith (2000), Alexa Jones (2006), Melinda Toole (2007), Amanda Tapley (2009), Meg McGuffin (2016)
- Finalistas del Premio Quality of Life: Resha Riggins (1991), Leigh Sherer (1996), Jamie Langley (2008), Liz Cochran (2010)
- Ganadoras del Premio de Becas CTIM: Hayley Barber (2017);  Lauren Bradford (2022)
- Primeras finalistas de Top Fundraiser: Lauren Bradford (2022)
- Finalista del Premio de Becas de Mujeres en Negocios: Lauren Bradford (2022)

## Ganadoras
: Declarada como ganadora
     : Terminó como finalista
     : Terminó como una de las semifinalistas o cuartofinalistas
| Año     | Nombre                                       | Ciudad natal                                 | Edad                                         | Talento de Miss America                                                                                | Posición en Miss America                     | Becas especiales en Miss America | Notas |
| ------- | -------------------------------------------- | -------------------------------------------- | -------------------------------------------- | --- | -------------------------------------------- | --- | --- |
| 2024    | Abbie Stockard                               | Vestavia                                     | 21                                           | Danza                                                                                                  | Ganadora                                     | Premio AHA Go Red for Women Leadership | |
| 2023    | Brianna Burrell                              | Mobile                                       | 25                                           | Voz |                                              | Mejor en Traje de Noche | |
| 2022    | Lindsay Fincher                              | Wedowee                                      | 22                                           | Danza jazz, «Bossa Nova Baby»                                                                          |                                              | Finalista de la Iniciativa de Impacto Social de Jean Bartel | |
| 2021    | Lauren Bradford                              | Gulf Shores                                  | 21                                           | Violín                                                                                                 | Primera finalista                            | Ganadora de la Iniciativa de Impacto Social de Jean Bartel Beca CTIM de la Universidad de Dakota del Sur 2.º lugar de Top Fundraiser Finalista de Mujeres en Negocios | Anteriormente Miss Alabama's Outstanding Teen 2017 después de que Jessica Baeder fuera coronada como Miss America's Outstanding Teen 2018 |
| 2019-20 | Tiara Pennington                             | Helena                                       | 20                                           | Voz clásica, «Nessun Dorma» de Turandot                                                                | Top 7                                        | | Anteriormente Miss Alabama's Outstanding Teen 2016 Top 11 en Miss America's Outstanding Teen 2017 |
| 2018    | Callie Walker                                | Birmingham                                   | 20                                           | Ballet en punta, «Hoe-Down» de Rodeo                                                                   | Top 10                                       | Segunda finalista del Premio CMN Miracle Maker | Hija de Miss Alabama 1985, Angela Tower Walker Anteriormente Miss Alabama's Outstanding Teen 2012 |
| 2017    | Jessica Procter                              | Tuscaloosa                                   | 21                                           | Voz, «Over the Rainbow»                                                                                | Top 7                                        | Ganadora del Premio Quality of Life | Anteriormente Miss Alabama's Outstanding Teen 2013 2.ª finalista en Miss America's Outstanding Teen 2014 |
| 2016    | Hayley Barber                                | Pelham                                       | 22                                           | Claqué, «Big Noise from Winnetka»                                                                      |                                              | Ganadora del Premio Quality of Life Premio de Beca CTIM Premio CMN Miracle Maker                                                                                      | Concursante en el concurso National Sweetheart 2013 |
| 2015    | Meg McGuffin                                 | Ozark                                        | 22                                           | Ballet de jazz en punta, «Enigma Variation» de The Matrix                                              | Cuarta finalista                             | Segunda finalista del Premio Quality of Life | Anteriormente Miss Alabama's Outstanding Teen 2007 |
| 2014    | Caitlin Brunell                              | Tuscaloosa                                   | 22                                           | Danza, «Let It Go» de Frozen                                                                           | Top 10                                       | Ganadora del Premio Quality of Life | Hija del ex mariscal de campo de la NFL, Mark Brunell Anteriormente Miss Virginia's Outstanding Teen 2007 Anteriormente Miss America's Outstanding Teen 2008 |
| 2013    | Chandler Champion                            | Leeds                                        | 20                                           | Ballet de jazz en punta, «Top Secret»                                                                  |                                              | Premio Non-finalist Talent | Hermana mayor de Zoe Champion, Miss Alabama's Outstanding Teen 2019 |
| 2012    | Anna Laura Bryan                             | Decatur                                      | 22                                           | Voz, «Sempre Libera» de La Traviata                                                                    | Top 12                                       | Ganadora del Premio Quality of Life Duke of Edinburgh Silver Medal | |
| 2011    | Courtney Porter                              | Clay                                         | 24                                           | Claqué, «I Got Rhythm»                                                                                 | Top 13                                       | | Elegida por sus compañeras candidatas como «Comodín», lo que le valió un lugar en el Top 13 |
| 2010    | Ashley Davis                                 | Dothan                                       | 21                                           | Voz, «If I Had My Way»                                                                                 |                                              | Premio Preliminar de Traje de Baño | |
| 2009    | Liz Cochran                                  | Helena                                       | 20                                           | Danza, «He Lives in You»                                                                               |                                              | Finalista del Premio Quality of Life | |
| 2008    | Amanda Tapley                                | Birmingham                                   | 20                                           | Piano clásico                                                                                          | Top 15                                       | Segunda finalista del Premio Quality of Life | Fue galardonada con una «Banda Dorada» en Miss America: Countdown to the Crown, ganando un lugar en el Top 15 en el certamen de Miss America 2009 |
| 2007    | Jamie Langley                                | Wadley                                       | 24                                           | Voz, «Listen»                                                                                          |                                              | Segunda finalista del Premio CMN Miracle Maker Finalista del Premio Quality of Life                                                                                   | |
| 2006    | Melinda Toole                                | Birmingham                                   | 23                                           | Voz, «Time to Say Goodbye»                                                                             | Cuarta finalista                             | Miss Simpatía Segunda finalista del Premio Quality of Life | |
| 2005    | Alexa Jones                                  | Andalusia                                    | 24                                           | Ballet en punta, «Fuego»                                                                               | Segunda finalista                            | Segunda finalista del Premio Quality of Life | |
| 2004    | Shannon Camper                               | Gadsden                                      |                                              | Voz | N/A                                          | N/A | Primera finalista en Miss Alabama 2004 Asumió el título cuando Downs ganó el título de Miss America 2005 |
| 2004    | Deidre Downs                                 | Birmingham                                   | 24                                           | Voz, «I'm Afraid This Must Be Love»                                                                    | Ganadora                                     | Ganadora del Premio Quality of Life | |
| 2003    | Catherine Crosby                             | Brewton                                      | 23                                           | Flauta, «Riverdance»                                                                                   | Top 15                                       | Ganadora del Premio Quality of Life Active International For Business & Marketing                                                                                     | |
| 2002    | Scarlotte Deupree                            | Birmingham                                   | 22                                           | Voz, «Holding Out for a Hero»                                                                          | Primera finalista                            | Primera finalista del Premio Quality of Life | |
| 2001    | Kelly Jones                                  | Birmingham                                   | 24                                           | Piano clásico, «Ballade No. 1 in G Minor»                                                              |                                              | | |
| 2000    | Jana Sanderson                               | Gadsden                                      | 21                                           | Voz, «I'm a Woman»                                                                                     | Top 10                                       | | |
| 1999    | Julie Smith                                  | Birmingham                                   | 23                                           | Marimba, «Flight of the Bumblebee» y popurrí de «Csárdás»                                              | Top 10                                       | Segunda finalista del Premio Quality of Life | Compitió con sus hermanas gemelas más jóvenes, Jill y Jennifer, en el certamen de Miss Alabama 1997 |
| 1998    | Ashley Halfman                               | Birmingham                                   | 23                                           | Ballet en punta, «Everybody Says Don't»                                                                |                                              | | Anteriormente Alabama's Junior Miss 1993 |
| 1997    | Beth Stomps                                  | Mobile                                       | 20                                           | Voz, «Love Changes Everything» de Aspects of Love                                                      |                                              | | |
| 1996    | Alison McCreary                              | Florence                                     | 22                                           | Voz, «Cuán grande es Él»                                                                               | Tercera finalista                            | Ganadora del Premio Quality of Life | |
| 1995    | Leigh Sherer                                 | Jasper                                       | 22                                           | Combinación de piano y voz de Carmen                                                                   | Top 10                                       | Finalista del Premio Quality of Life | Coordinadora actual de Mu Alpha Sigma Alumni (ex concursantes estatales y locales) del certamen de Miss Alabama bajo el nombre de casada, Leigh Seirafi |
| 1994    | Amie Beth Dickinson                          |                                              |                                              | | N/A                                          | N/A | Asumió el título después de que Whitestone fuera coronada como Miss America 1995 |
| 1994    | Heather Whitestone                           | Birmingham                                   | 21                                           | Ballet en punta, «Via Dolorosa»                                                                        | Ganadora                                     | Premio Preliminar de Traje de Baño Premio Preliminary Talent Primera finalista del Premio Quality of Life                                                             | Primera mujer sorda coronada Miss Alabama y Miss America |
| 1993    | Kalyn Chapman                                | Mobile                                       | 22                                           | Danza moderna, «The River»                                                                             | Top 10                                       | | Primera Miss Alabama afroamericana |
| 1992    | Kim Wimmer                                   | Mobile                                       | 21                                           | Voz, «Hold On» de The Secret Garden                                                                    |                                              | Ganadora del Premio Quality of Life | Anteriormente Alabama's Junior Miss 1989 |
| 1991    | Wendy Neuendorf                              | Birmingham                                   | 22                                           | Comedia vocal, «They Can't Take That Away from Me»                                                     |                                              | | Anteriormente Miss Georgia Teen USA 1986 |
| 1990    | Resha Riggins                                | Trussville                                   | 24                                           | Voz, «Cry»                                                                                             |                                              | Premio Non-finalist Interview Finalista del Premio Quality of Life | |
| 1989    | Julie Coons                                  | Birmingham                                   | 20                                           | Voz, «For Once In My Life»                                                                             |                                              | | |
| 1988    | Jenny Jackson                                | Auburn                                       | 21                                           | Piano clásico, «Warsaw Concerto»                                                                       | Cuarta finalista                             | | |
| 1987    | Kym Williams                                 | Birmingham                                   | 22                                           | Voz, «If We Only Have Love»                                                                            |                                              | | Asumió el título después de que Hitt renunció |
| 1987    | Julie Hitt                                   | Birmingham                                   | 25                                           | | N/A                                          | N/A | Renunció porque sintió que no podría cumplir con las responsabilidades del título |
| 1986    | Angela Callahan                              | Birmingham                                   | 20                                           | Piano, «The Windmills of Your Mind»                                                                    | Top 10                                       | | |
| 1985    | Angela Tower                                 | Birmingham                                   | 25                                           | Ballet en punta, «Chariots of Fire»                                                                    | Cuarta finalista                             | Premio Preliminar de Traje de Baño | Realizó una gira con Miss America 1986 Gillette Show Troupe Madre de Miss Alabama's Outstanding Teen 2010, Scarlett Walker, y Miss Alabama's Outstanding Teen 2012 y Miss Alabama 2018, Callie Walker |
| 1984    | Tammy Little                                 | Section                                      | 23                                           | Voz, «Hit Me With a Hot Note» de Sophisticated Ladies                                                  |                                              | Premio Non-finalist Talent | |
| 1983    | Pam Battles                                  | Muscle Shoals                                | 21                                           | Piano, popurrí de piezas de George Gershwin                                                            | Segunda finalista                            | | |
| 1982    | Yolanda Fernandez                            | Troy                                         | 19                                           | Piano clásico, «Fantasie Impromptu»                                                                    | Tercera finalista                            | | Anteriormente Florida's Junior Miss 1980 Reportera de WFLA-TV Canal 8 |
| 1981    | Phoebe Stone                                 | Huntsville                                   | 22                                           | Ballet, «Mame»                                                                                         |                                              | | |
| 1980    | Paige Phillips                               | Leeds                                        | 17                                           | Doble ventriloquia/voz, «Rock-a-Bye Your Baby with a Dixie Melody», «Swanee» y «Mame»                  | Primera finalista                            | Premio Preliminary Talent | |
| 1979    | Kathy Pickett                                | Mulga                                        | 26                                           | Voz clásica, «Sempre Libera» de La Traviata                                                            |                                              | Premio Non-finalist Talent | |
| 1978    | Teresa Cheatham                              | Wellington                                   | 20                                           | Voz semiclásica, «And This Is My Beloved»                                                              | Primera finalista                            | Premio Preliminar de Traje de Baño Premio Preliminary Talent | |
| 1977    | Julie Houston                                | Heflin                                       | 22                                           | Banjo, «Beverly Hillbillies Theme»                                                                     |                                              | | |
| 1976    | Denise Davis                                 | Russellville                                 | 18                                           | Voz popular                                                                                            |                                              | | Estuvo de gira con la compañía USO de Miss America |
| 1975    | Susie Vaughn                                 | Florence                                     | 21                                           | Voz clásica, «Vilja» de The Merry Widow                                                                |                                              | | |
| 1974    | Pam Long                                     | Florence                                     | 20                                           | Ventriloquia                                                                                           |                                              | | Guionista de la telenovela Guiding Light |
| 1973    | Jane Rice                                    | Huntsville                                   | 21                                           | Voz, «Tapestry» y «I Will Never Pass This Way Again»                                                   |                                              | | |
| 1972    | Freita Fuller                                | Opelika                                      | 19                                           | Hula y danza tahitiana                                                                                 |                                              | | |
| 1971    | Ceil Jenkins                                 | Birmingham                                   | 21                                           | Voz / Danza, «But Alive» de Applause                                                                   |                                              | | |
| 1970    | Suzanne Dennie                               | Birmingham                                   | 20                                           | Voz popular, «Alfie»                                                                                   |                                              | Premio Preliminary Talent | |
| 1969    | Ann Fowler                                   | Birmingham                                   | 21                                           | Voz, «Matchmaker, Matchmaker» de Fiddler on the Roof                                                   |                                              | | Anteriormente Alabama's Junior Miss 1966 |
| 1968    | Dellynne Catching                            | Birmingham                                   | 19                                           | Mezcla de piano, «Doctor Gradus Ad Parnassum», «America the Beautiful» y «This Is My Country»          | Top 10                                       | Premio Preliminar de Traje de Baño | |
| 1967    | Becky Alford                                 | Birmingham                                   | 20                                           | Voz, «Ain't This a Pretty Night» de Susannah                                                           |                                              | | |
| 1966    | Angie Grooms                                 | Birmingham                                   | 21                                           | Voz y guitarra folclórica, «Today» y «If I Had a Hammer»                                               | Top 10                                       | | |
| 1965    | Linda Folsom                                 | New Brockton                                 | 20                                           | Voz clásica, «Caro Nome» de Rigoletto                                                                  | Top 10                                       | Premio Preliminary Talent | |
| 1964    | Vickie Powers                                | Mobile                                       | 19                                           | Voz clásica, «Habanera»                                                                                | Top 10                                       | Premio Preliminary Talent | Intérprete destacada en Miss America 1966 |
| 1963    | Judy Short                                   | Birmingham                                   | 18                                           | Marimba, «Horst Toccata»                                                                               | Top 10                                       | Premio Preliminar de Traje de Baño Premio Preliminary Talent | Anteriormente Alabama's Junior Miss 1962 |
| 1962    | Patricia Bonner                              | Camden                                       | 22                                           | Voz clásica, «O Luce di Quest'Anima» de Linda di Chamounix                                             |                                              | Premio Non-finalist Talent | |
| 1961    | Patricia Ellisor                             |                                              |                                              | |                                              | | Asumió el título cuando Dolores Hodgens renunció en noviembre luego de competir en Miss America en septiembre. |
| 1961    | Delores Hodgens                              | Bessemer                                     | 23                                           | Piano clásico, «Rapsodia Húngara No. 12»                                                               | Top 10                                       | | |
| 1960    | Teresa Rinaldi                               | Birmingham                                   | 20                                           | Voz clásica, «Addio» de La bohème                                                                      | Top 10                                       | Premio Preliminary Talent | |
| 1959    | Betty Lindstrom                              | Birmingham                                   | 19                                           | Lectura dramática, «Miss Quiss»                                                                        |                                              | Premio Non-finalist Talent | |
| 1958    | Lee Thornberry                               | Birmingham                                   |                                              | Voz / danza, «Honey Bun» de South Pacific                                                              | Top 10                                       | Premio Preliminary Talent | |
| 1957    | Anna Stange                                  | Birmingham                                   |                                              | Monólogo de Mourning Becomes Electra                                                                   |                                              | Premio Non-finalist Talent | |
| 1956    | Anne Stuart Ariail                           | Birmingham                                   |                                              | Voz / Danza, «Ado Annie» de Oklahoma                                                                   | Segunda finalista                            | Premio Preliminary Talent | |
| 1955    | Patricia Huddleston                          | Clanton                                      | 21                                           | Voz clásica, «Pace, Pace Mio Dio!» de La fuerza del destino                                            | Top 10                                       | Premio Preliminary Talent | |
| 1954    | Marilyn Tate                                 | Haleyville                                   | 21                                           | Ventriloquía / Piano clásico                                                                           | Top 10                                       | | |
| 1953    | Virginia McDavid                             | Birmingham                                   | 18                                           | Monólogo, «Tara» de Lo que el viento se llevó                                                          | Tercera finalista                            | | |
| 1952    | Gwen Harmon                                  | Birmingham                                   | 19                                           | Voz, «A Heart That's Free»                                                                             | Tercera finalista                            | Premio Preliminar de Traje de Baño | |
| 1951    | Bettye Burson                                |                                              |                                              | |                                              | | Asumió el título después de que Jeanne Moody renunciara después de competir en Miss America. |
| 1951    | Jeanne Moody                                 | Cherokee                                     | 21                                           | Dramatización, «Sorry Wrong Number»                                                                    | Top 10                                       | Premio Preliminary Talent | |
| 1950    | Yolande Betbeze                              | Mobile                                       | 21                                           | Voz clásica, «Caro Nome» de Rigoletto                                                                  | Ganadora                                     | Premio Preliminar de Traje de Baño | La negativa de Betbeze a posar en traje de baño llevó a la retirada de los patrocinadores de trajes de baño de Catalina y, en última instancia, a la creación del concurso Miss USA. El título de Miss Alabama no fue asignado a una finalista después de que Yolande Betbeze ganó el título de Miss América. |
| 1949    | Freida Roser                                 | Birmingham                                   |                                              | Voz clásica                                                                                            |                                              | | |
| 1948    | Martha Ann Ingram                            | Tarrant                                      |                                              | Voz clásica, «Quando me'n vo'»                                                                         | Segunda finalista                            | | Múltiples representantes de Alabama Las candidatas compitieron bajo títulos locales en el certamen de Miss America |
| 1948    | Marjorie Orr                                 | Birmingham                                   |                                              | |                                              | | Múltiples representantes de Alabama Las candidatas compitieron bajo títulos locales en el certamen de Miss America |
| 1947    | Peggy Elder                                  | Gadsden                                      |                                              | Voz, «I Wonder Who's Kissing Her Now»                                                                  | Tercera finalista                            | Premio Preliminar de Traje de Baño | Anteriormente Miss Dixie 1947 |
| 1946    | Dale Nunnally                                |                                              |                                              | | Premio Preliminary Talent                    | Múltiples representantes de Alabama Las candidatas compitieron bajo títulos locales en el certamen de Miss America                                                    | |
| 1946    | Sue Donegan                                  | Birmingham                                   |                                              | |                                              | Múltiples representantes de Alabama Las candidatas compitieron bajo títulos locales en el certamen de Miss America                                                    | |
| 1945    | Frances Dorn                                 | Birmingham                                   |                                              | Claqué                                                                                                 | Segunda finalista                            | Premio Preliminary Talent | Compitió bajo un título local en el certamen de Miss America |
| 1944    | Betty Jane Rase                              | Birmingham                                   |                                              | Popurrí vocal, «My Hero» de The Chocolate Soldier y «Lover, Come Back to Me»                           | Cuarta finalista                             | Premio Preliminar de Traje de Baño Premio Preliminary Talent | Compitió bajo un título local en el certamen de Miss America |
| 1943    | Toula Hagestratou                            | Birmingham                                   |                                              | |                                              | Miss Simpatía | Compitió bajo un título local en el certamen de Miss America |
| 1942    | Marie Duncan                                 | Birmingham                                   |                                              | Voz, «I Met Him On Monday»                                                                             | Top 10                                       | Premio Preliminar de Traje de Baño | Compitió bajo un título local en el certamen de Miss America |
| 1941    | Virginia McGraw                              | Birmingham                                   |                                              | Tap Dance with Rope Jumping                                                                            | Top 15                                       | Premio Preliminary Talent | Compitió bajo un título local en el certamen de Miss America |
| 1940    | Evelyn Motlow                                | Birmingham                                   |                                              | Voz |                                              | | Múltiples representantes de Alabama Las candidatas compitieron bajo títulos locales en el certamen de Miss America |
| 1940    | Carolyn Foreman                              | Montgomery                                   |                                              | |                                              | | Múltiples representantes de Alabama Las candidatas compitieron bajo títulos locales en el certamen de Miss America |
| 1939    | Florine Holt                                 | Birmingham                                   |                                              | Voz, «Moonglow» y «A Little Bit of Heaven»                                                             | Top 15                                       | | Múltiples representantes de Alabama Las candidatas compitieron bajo títulos locales en el certamen de Miss America |
| 1939    | Louise Robertson                             | Montgomery                                   |                                              | |                                              | | Múltiples representantes de Alabama Las candidatas compitieron bajo títulos locales en el certamen de Miss America |
| 1938    | Mildred Oxford                               | Birmingham                                   |                                              | Claqué / Ballet de punta                                                                               | Top 15                                       | | Múltiples representantes de Alabama Las candidatas compitieron bajo títulos locales en el certamen de Miss America |
| 1938    | Patricia McDaniel                            | Montgomery                                   |                                              | |                                              | | Múltiples representantes de Alabama Las candidatas compitieron bajo títulos locales en el certamen de Miss America |
| 1937    | Josephine Beall                              | Samson                                       |                                              | |                                              | | Múltiples representantes de Alabama Las candidatas compitieron bajo títulos locales en el certamen de Miss America |
| 1937    | Ingram Starkey                               | Montgomery                                   |                                              | |                                              | | Múltiples representantes de Alabama Las candidatas compitieron bajo títulos locales en el certamen de Miss America |
| 1936    | Tommy Marie Peck                             | Florence                                     |                                              | Ganó una competencia tri-estatal celebrada en Tupelo, Misisipi, y recibió el título de «Miss Alabama». | Top 15                                       | | Múltiples representantes de Alabama Las candidatas compitieron bajo títulos locales en el certamen de Miss America |
| 1936    | Gloria Levinge                               | Birmingham                                   |                                              | Claqué                                                                                                 | Cuarta finalista                             | Premio Preliminary Talent | Múltiples representantes de Alabama Las candidatas compitieron bajo títulos locales en el certamen de Miss America |
| 1935    | Adelynn Owen                                 | Birmingham                                   | 23                                           | Recitó 2 poemas y cantó una canción en francés e inglés.                                               |                                              | | Compitió bajo un título local en el certamen de Miss America |
| 1934    | No se llevó a cabo el certamen nacional.     | No se llevó a cabo el certamen nacional.     | No se llevó a cabo el certamen nacional.     | No se llevó a cabo el certamen nacional.                                                               | No se llevó a cabo el certamen nacional.     | No se llevó a cabo el certamen nacional. | No se llevó a cabo el certamen nacional. |
| 1933    | Sin representante de Alabama en Miss America | Sin representante de Alabama en Miss America | Sin representante de Alabama en Miss America | Sin representante de Alabama en Miss America                                                           | Sin representante de Alabama en Miss America | Sin representante de Alabama en Miss America | Sin representante de Alabama en Miss America |
| 1932    | No se llevaron los certámenes nacionales.    | No se llevaron los certámenes nacionales.    | No se llevaron los certámenes nacionales.    | No se llevaron los certámenes nacionales.                                                              | No se llevaron los certámenes nacionales.    | No se llevaron los certámenes nacionales. | No se llevaron los certámenes nacionales. |
| 1931    | No se llevaron los certámenes nacionales.    | No se llevaron los certámenes nacionales.    | No se llevaron los certámenes nacionales.    | No se llevaron los certámenes nacionales.                                                              | No se llevaron los certámenes nacionales.    | No se llevaron los certámenes nacionales. | No se llevaron los certámenes nacionales. |
| 1930    | No se llevaron los certámenes nacionales.    | No se llevaron los certámenes nacionales.    | No se llevaron los certámenes nacionales.    | No se llevaron los certámenes nacionales.                                                              | No se llevaron los certámenes nacionales.    | No se llevaron los certámenes nacionales. | No se llevaron los certámenes nacionales. |
| 1929    | No se llevaron los certámenes nacionales.    | No se llevaron los certámenes nacionales.    | No se llevaron los certámenes nacionales.    | No se llevaron los certámenes nacionales.                                                              | No se llevaron los certámenes nacionales.    | No se llevaron los certámenes nacionales. | No se llevaron los certámenes nacionales. |
| 1928    | No se llevaron los certámenes nacionales.    | No se llevaron los certámenes nacionales.    | No se llevaron los certámenes nacionales.    | No se llevaron los certámenes nacionales.                                                              | No se llevaron los certámenes nacionales.    | No se llevaron los certámenes nacionales. | No se llevaron los certámenes nacionales. |
| 1927    | Sin representante de Alabama en Miss America | Sin representante de Alabama en Miss America | Sin representante de Alabama en Miss America | Sin representante de Alabama en Miss America                                                           | Sin representante de Alabama en Miss America | Sin representante de Alabama en Miss America | Sin representante de Alabama en Miss America |
| 1926    | Vivian McDowell                              |                                              |                                              | N/A |                                              | | Compitió bajo un título local en el certamen nacional |
| 1925    | Nellie Kincaid                               | Birmingham                                   |                                              | N/A |                                              | | Compitió bajo un título local en el certamen nacional |
| 1924    | Mildred Adams                                | Birmingham                                   |                                              | N/A |                                              | | Compitió bajo un título local en el certamen nacional |
| 1923    | Louise Newman                                | Birmingham                                   |                                              | N/A |                                              | | Compitió bajo un título local en el certamen nacional |
| 1922    | Elise Sparrow                                | Birmingham                                   | 24                                           | N/A |                                              | | Compitió bajo un título local en el certamen nacional Se casó con el propietario de Red Sox de Boston, Tom Yawkey, en 1925 y luego se divorció en 1944. |
| 1921    | Lois Wilson                                  |                                              |                                              | N/A | N/A                                          | N/A | Compitió bajo un título local en el certamen nacional |